# Colleville (Seine-Maritime)
Colleville település Franciaországban, Seine-Maritime megyében. Lakosainak száma 766 fő (2022. január 1.). Colleville Angerville-la-Martel, Fécamp, Sainte-Hélène-Bondeville, Senneville-sur-Fécamp, Thiergeville, Toussaint és Valmont községekkel határos.

## Népesség
A település népességének változása:
| Lakosok száma | 758  | 760  | 776  | 759  | 761  | 763  | 765  | 767  | 766  |
|               | 2013 | 2015 | 2016 | 2017 | 2018 | 2019 | 2020 | 2021 | 2022 |